# Thalita De Jong
Thalita De Jong (Bergen op Zoom, 6 de noviembre de 1993) es una ciclista profesional neerlandesa que debutó como profesional en 2012 en uno de los mejores equipos ciclistas femeninos, el Rabobank  Women; tras ganar, un año antes, el Campeonato de los Países Bajos Contrarreloj juvenil y ser 2.ª en ese mismo campeonato en ruta además de ser 4.ª en el Campeonato Mundial Contrarreloj juvenil entre otros resultados destacados.
Es conocida internacionalmente por hacerse con el Campeonato Mundial de Ciclocrós 2016 a pesar de acumular poca experiencia previa en esa especialidad.
Su hermana menor, Demi, también es ciclista profesional.

## Trayectoria deportiva
Su irrupción en el calendario internacional fue en 2011 ya que con solo 18 años no solo obtuvo el Campeonato de los Países Bajos Contrarreloj juvenil, el 2.º puesto en el Campeonato de los Países Bajos en Ruta juvenil y el 4.ª en el Campeonato Mundial Contrarreloj juvenil sino que además destacó en categoría absoluta con su equipo amateur obteniendo el 8.º puesto en el Tour de Bretaña femenino -carrera internacional profesional de categoría absoluta- y poco después fue 2.ª en otra carrera absoluta amateur.
Eso llamó la atención del Rabobank  Women y la fichó en 2012. Sin embargo, no consiguió destacar en demasía -solo obtuvo victorias en carreras amateurs- hasta 2014 donde acumuló varios top-5 en carreras profesionales por lo que fue seleccionada para disputar el Campeonato Mundial en Ruta aunque en dicha prueba se fracturó la clavícula debido a una caída y tuvo que abandonar la prueba, dando por finalizada la temporada.
Al año siguiente, en 2015, obtuvo sus primeras victorias. A finales de 2015 comenzó a disputar el calendario de ciclocrós -si bien ya había corrido de forma aislada en 2014 logrando plaza para el Mundial y finalizando 8.ª en dicho campeonato- y con pocas carreras de experiencia, eso sí con varias victorias entre ellas, se hizo con el Campeonato Mundial de Ciclocrós 2016.

## Palmarés

### Ciclocrós
2015-16
- Campeonato Mundial
- Campeonato de los Países Bajos
- 11.ª en el Ranking UCI
- 10.ª en Bpost Bank Trofee
  - Waaslandcross
- 1.ª Kermiscross Ardooie
- 1.ª Grand-Prix de la Commune de Contern
- 1.ª Versluys Cyclocross Bredene
- 1.ª Grand Prix Hotel Threeland Pétange

2016-17
- Campeonato Europeo de Ciclocrós
- 14.ª en el Ranking UCI
- 29.ª en la Copa del Mundo
  - Valkenburg
- 23.ª en el Superprestigio
  - Spa-Francorchamps
- 2.ª en el DVV Verzekeringen Trofee
  - Ronse - Hotondcross
- 1.ª Grand-Prix de la Commune de Contern
- 1.ª Versluys Cyclocross Bredene
- 1.ª Kasteelcross Zonnebeke

2017-18
- 1.ª Kasteelcross Zonnebeke
- 1.ª Grand Prix Möbel Alvisse Leudelange

### Carretera
2015
- Erondegemse Pijl
- 3.ª en el Campeonato Europeo en Ruta sub-23
- 1 etapa del Boels Holland Ladies Tour

2016
- 1 etapa del Giro del Trentino Alto Adige-Südtirol
- 1 etapa del Giro de Italia Femenino

2021
- Gran Premio Beerens

2022
- Ronde de Mouscron

2024
- Tour Cycliste Féminin International de l'Ardèche, más 2 etapas
- 1 etapa del Tour de la Semois

2025
- Trofeo Binisalem-Andrach

## Resultados en Grandes Vueltas y Campeonatos del Mundo
Durante su carrera deportiva ha conseguido los siguientes puestos en las Grandes Vueltas femeninas y en los Campeonatos del Mundo en carretera y ciclocrós:
| Carrera              | Carrera              | 2012 | 2013 | 2014 | 2015 | 2016 | 2017 | 2018 | 2019 | 2020 | 2021 | 2022 | 2023 | 2024 | 2025 |
| -------------------- | -------------------- | ---- | ---- | ---- | ---- | ---- | ---- | ---- | ---- | ---- | ---- | ---- | ---- | ---- | ---- |
|                      | Giro de Italia       | —    | —    | —    | 22.ª | 19.ª | —    | —    | —    | —    | —    | 32.ª | —    | —    | —    |
|                      | Tour de l'Aude       | X    | X    | X    | X    | X    | X    | X    | X    | X    | X    | X    | X    | X    | X    |
|                      | Tour de Francia      | X    | X    | X    | X    | X    | X    | X    | X    | X    | X    | 69.º | 66.ª | 10.ª | 68.ª |
| Mundial en Ruta      | Mundial en Ruta      | —    | —    | Ab.  | —    | —    | —    | —    | —    | —    | —    | —    | —    | Ab.  | —    |
| Mundial de Ciclocrós | Mundial de Ciclocrós | —    | —    | —    | 8.ª  | 1.ª  | Ab.  | 33.ª | —    | —    | —    | —    | —    | —    | —    |

—: no participa

Ab.: abandono

X: ediciones no celebradas

## Equipos
- Rabo Women (2012-2016)
  - Rabobank Women Cycling Team (2012)
  - Rabo Women Cycling Team (2013)[14]
  - Rabo Liv Women Cycling Team (2014-2016)
- Lares-Waowdeals Women Cycling Team (2017)
- Experza-Footlogix (2018)
- Chevalmeire Cycling Team[15] (2020-02.2022)
  - Chevalmeire Cycling Team (2020)
  - Bingoal Casino-Chevalmeire Cycling Team (2021)
  - Bingoal Casino-Chevalmeire-Van Eyck Sport (2022)[16]
- Liv Racing (2022-2023)
  - Liv Racing Xstra (2022)[17]
  - Liv Racing TeqFind (2023)
- Lotto Dstny Ladies (2024)
- Human Powered Health (2025-)